# 1975 Пікельнер
1975 Пікельнер (1975 Pikelner) — астероїд головного поясу, відкритий 11 серпня 1969 року.
Тіссеранів параметр щодо Юпітера — 3,306.